# Металургійний комбінат у Місураті
Металургійний комбінат у Місураті — виробничий майданчик на півночі Лівії.
Будівництво комбінату, що належить компанії Libyan Iron and Steel Company (LISCO), почалось в 1979 році, а виробництво першої продукції припало на 1988 рік. Основне обладнання комбінату представлено:
- трьома модулями прямого відновлення заліза, два з яких загальною річною потужністю 1,1 млн тонн губчастого заліза стали до ладу в 1990-му, а третій з показником 0,65 гарячебрикетованого заліза ввели в дію у 1997 році (останнє традиційно призначалось для експорту);
- два сталеплавильні цехи, кожен з яких отримав по три електродугові печі по 90 тонн. Перший цех став до ладу 1989-го з потужністю 630 тисяч тонн сортової заготовки та блюмів на рік, а в 2008-му його модернізували до рівня у 1030 тисяч тонн. Другий цех став до ладу в 1991-му та має річну проєктну потужність у 611 тисяч тонн слябів на рік. Сталеплавильний переділ використовує технологію безперервного виливу заготовки;
- два прокатні стани для випуску будівельної арматури — введений у 1988-му продуктивністю 400 тисяч тонн та запущений у 2017-му з показником 800 тисяч тонн на рік;
- введений в 1998-му прокатний стан, здатний щорічно випускати 300 тисяч тонн сталі-вальцівки;
- прокатний стан для випуску дрібно- та середньосортового прокату потужністю 120 тисяч тонн
- введений у 1990-му прокатний стан річною продуктивністю 580 тисяч тонн рулонного прокату.
Фактичний обсяг продукції 2022 року становив 988 тисяч тонн відновленого заліза, 693 тисячі тонн напівфабрикатів та 996 тисяч тонн прокату.
Технологія прямого відновлення заліза потребує великих обсягів природного газу, який надходить через перемичку від газопроводу Марса-Брега – Хомс – Триполі.
Енергетичні потреби заводу покриває ТЕС LISCO.
Логістику забезпечує порт Місурати, що так само належить LISCO. При роботі комбінату на повній потужності через нього потрібно отримувати 2,7 млн тонн сировини.
Вапняк та доломіт для технологічних потреб постачає кар'єр Седада. На майданчику комбінату розташований цех продуктивністю 66 тисяч тонн вапна та 23 тисячі тонн обпаленого доломіту на рік.